# Џеп (Владичин Хан)
Џеп је насеље у Србији у општини Владичин Хан у Пчињском округу. Према попису из 2022. било је 137 становника (према попису из 2011. било је 182 становника).

## Положај
Џеп је познато насеље у Грделичкој Клисури; у његовом западном делу поред Јужне Мораве постоји железничка станица и у њему се са путем правца север-југ, укршта пут који долази са истока долином Џепске Реке. Околна насеља су: Дупљане, Копитарце, Теговиште и др.

## Тип
Џеп је село разбијеног типа. Сродничке куће су једна другој ближе и више груписане. Дели се на три махале: Ридарска или Поповска, Моравска и Доња Махала. Џеп је имао 1958. године 48 домова.

## Земље и шуме
Поједини крајеви атара носе ове називе: Бостаниште, Ширина, Бежанија, Старо Село, Раскрсје, Задниште, Самоков, Аниште, Грчка Њива, Крива Њива и др.

## Историја
Крива Њива је на граници са суседним селом Копитарцем. Приликом обрађивања земље тамо су налажене „римске цигле и зидине“.
За време Турака у Џепу је постојао „турски самоков“. Налазио се поред ушћа Џепске Реке. На месту Самокова до 1948. године налазила се „згурија“. Поменуте године била је велика поплава и тада је вода однела све старине од самокова. У џепском самокову радили су Срби и Цигани ковачи. Срби су већином правили ћумур.
Назив Старо Село односи се на место у североисточном делу атара. То је више земљиште на граници са Гарињем. Остатака од старина нема. Памти се да је до скора у Старом Селу биле две куће, чији су се становници касније иселили, у Сурдулицу и Момчилово.
Место Зидиниште је у близини поменутог самокова, узводно уз Џепску Реку. Остатака од старина нема. То је сада воденица Стојана Радивојевића.
Место Аниште је поред садашњег главног друма у Грделичкој Клисури. Ту су најпре имали хан становници садашњег рода Поповића. Они су хан продали Грку Василу Јанићу. Његов син Стерија, који је постао учитељ, хан је уступио неком Србину – Авраму из села Житорађе у околини Сурдулице. Поменути Грци су изумрли. По њима се зове потес Грчка Њива у близини ранијег хана.
Мештани Џепа су се 1878. године крили у густој шуми, сада званој Бежанија. У Другом светском рату ту шуму су потпуно посекли бугарски окупатори.

## Постанак села
Опште је предање да су данашње село Џеп основала четири досељена домаћинства; три су припадала данашњем роду Поповића (Поповци, Стамболци и Деда Јовинци), док је једно домаћинство припадало данашњем роду Млађинци.
Сеоска слава је Спасовдан. Тада се одржава сеоски сабор на месту званом Раскрсје.
Џеп има посебно гробље. Налази се поред Џепске Реке, близу ранијег самокова.
У већим празницима мештани посећују цркве у селима Горњој Јабуци (Владичин Хан) и Мртвици а данас одлазе у цркву у варошици Предејану.
Џеп се налази подједнако удаљен од Врања и Лесковца тако да становници у тржишне дане посећују оба места. До 1955. године Џеп је припадао Врањском, односно Владичин –Ханском срезу да би потом припао Лесковачком срезу.
У Другом светском рату немачки окупатори вршили су рударску експлоатацију у планинском селу Мачкатици. Због тога су долином Џепске Реке изградили аутомобилски пут. У Џепу, око тог пута, брзо је организовано једно трговачко-занатско насеље. Имало је 20 дућана, ковача, обућара, бакалнице, две кафане.. Године 1948. поплава је однела највећи део тог насеља и разорила поменути пут за Мачкатицу.

## Демографија
У насељу Џеп живи 161 пунолетни становник, а просечна старост становништва износи 41,7 година (40,8 код мушкараца и 42,6 код жена). У насељу има 67 домаћинстава, а просечан број чланова по домаћинству је 2,90.
Ово насеље је великим делом насељено Србима (према попису из 2002. године), а у последња три пописа, примећен је пад у броју становника.
|  |

| Демографија | Демографија | Демографија |
| Година      | Становника  | Становника  |
| ----------- | ----------- | ----------- |
| 1948.       | 270         |             |
| 1953.       | 239         |             |
| 1961.       | 325         |             |
| 1971.       | 200         |             |
| 1981.       | 225         |             |
| 1991.       | 221         | 220         |
| 2002.       | 194         | 197         |
| 2011.       | 182         |             |
| 2022.       | 137         |             |

| Етнички састав према попису из 2002.‍ | Етнички састав према попису из 2002.‍ | Етнички састав према попису из 2002.‍ | Етнички састав према попису из 2002.‍ | Етнички састав према попису из 2002.‍ |
| ------------------------------------ | ------------------------------------ | ------------------------------------ | ------------------------------------ | ------------------------------------ |
|                                      |                                      |                                      |                                      |                                      |
| Срби                                 | Срби                                 |                                      | 191                                  | 98,45%                               |
| Роми                                 | Роми                                 |                                      | 2                                    | 1,03%                                |
| непознато                            | непознато                            |                                      | 1                                    | 0,51%                                |

| Година пописа     | 1948. | 1953. | 1961. | 1971. | 1981. | 1991. | 2002. |
| ----------------- | ----- | ----- | ----- | ----- | ----- | ----- | ----- |
| Број домаћинстава | 55    | 43    | 80    | 50    | 66    | 71    | 67    |

| Број чланова      | 1  | 2  | 3  | 4  | 5 | 6 | 7 | 8 | 9 | 10 и више | Просек |
| ----------------- | -- | -- | -- | -- | - | - | - | - | - | --------- | ------ |
| Број домаћинстава | 12 | 18 | 16 | 10 | 9 | 1 | 1 | 0 | 0 | 0         | 2,90   |

| Пол    | Укупно | Неожењен/Неудата | Ожењен/Удата | Удовац/Удовица | Разведен/Разведена | Непознато |
| ------ | ------ | ---------------- | ------------ | -------------- | ------------------ | --------- |
| Мушки  | 81     | 22               | 54           | 4              | 1                  | 0         |
| Женски | 89     | 20               | 54           | 13             | 2                  | 0         |
| УКУПНО | 170    | 42               | 108          | 17             | 3                  | 0         |

| Пол    | Укупно                    | Пољопривреда, лов и шумарство | Рибарство                            | Вађење руде и камена | Прерађивачка индустрија       |
| ------ | ------------------------- | ----------------------------- | ------------------------------------ | -------------------- | ----------------------------- |
| Мушки  | 27                        | 1                             | 0                                    | 0                    | 6                             |
| Женски | 12                        | 1                             | 0                                    | 0                    | 2                             |
| УКУПНО | 39                        | 2                             | 0                                    | 0                    | 8                             |
| Пол    | Производња и снабдевање   | Грађевинарство                | Трговина                             | Хотели и ресторани   | Саобраћај, складиштење и везе |
| Мушки  | 1                         | 7                             | 1                                    | 2                    | 5                             |
| Женски | 0                         | 0                             | 3                                    | 3                    | 0                             |
| УКУПНО | 1                         | 7                             | 4                                    | 5                    | 5                             |
| Пол    | Финансијско посредовање   | Некретнине                    | Државна управа и одбрана             | Образовање           | Здравствени и социјални рад   |
| Мушки  | 0                         | 0                             | 1                                    | 2                    | 0                             |
| Женски | 0                         | 0                             | 0                                    | 2                    | 1                             |
| УКУПНО | 0                         | 0                             | 1                                    | 4                    | 1                             |
| Пол    | Остале услужне активности | Приватна домаћинства          | Екстериторијалне организације и тела | Непознато            | Непознато                     |
| Мушки  | 0                         | 0                             | 0                                    | 1                    | 1                             |
| Женски | 0                         | 0                             | 0                                    | 0                    | 0                             |
| УКУПНО | 0                         | 0                             | 0                                    | 1                    | 1                             |